# Alicia Vikander
Alicia Amanda Vikander (IPA: [aˈliːsɪa aˈmanda vɪˈkandɛr]; Göteborg, 3 ottobre 1988) è un'attrice svedese.
Ha iniziato la sua carriera recitando in serie e film svedesi tra cui Pure (Till det som är vackert), che le assegna numerosi riconoscimenti dalla critica e premi, tra cui lo Shooting Stars Award al Festival internazionale del cinema di Berlino ed il Guldbagge Award, il più importante premio cinematografico annuale assegnato in Svezia. Nel 2012 ha debuttato sul grande schermo nei film Anna Karenina e Royal Affair, ottenendo per entrambi i ruoli un buon riconoscimento.
La Vikander raggiunge la fama internazionale dopo aver interpretato il ruolo di Alice Deane nella pellicola Il settimo figlio (2014), Tasha in Son of a Gun (2014), Vera Brittain in Testament of Youth (2014), di Gaby Teller in Operazione U.N.C.L.E. (2015) e di Lara Croft nel film reboot Tomb Raider (2018). Nel 2015 ha ottenuto il plauso universale per la sua performance dell'androide Ava in Ex Machina e della pittrice Gerda Wegener in The Danish Girl, per i quali ha ricevuto due nomination ai Golden Globe e ai Premi BAFTA. Inoltre per quest'ultimo si aggiudica lo Screen Actors Guild Award e il Premio Oscar alla miglior attrice non protagonista, alla sua prima candidatura.

## Biografia
Alicia nasce a Göteborg, nel Götaland, il 3 ottobre del 1988, figlia dello psichiatra Svante Vikander e dell'attrice teatrale Maria Fahl-Vikander, originari di due villaggi siti rispettivamente nel Sud e nel Nord del Paese. È per un quarto di origine finlandese. I genitori si separano quando Alicia ha soli due mesi, così la ragazza cresce con la madre, che la rende partecipe della sua vita al teatro, permettendole di frequentare l'ambiente e appassionarsene, mentre il padre ha altri cinque figli con un'altra donna (due femmine e tre maschi).
La sua prima apparizione pubblica risale al 1997 quando, all'età di nove anni, partecipa al programma svedese Småstjärnorna, esibendosi in un canto. Durante l'adolescenza Alicia frequenta la Royal Swedish Ballet School, un'accademia di ballo, con il sogno di diventare ballerina professionista e partecipa a diversi musical nel Teatro dell'Opera di Göteborg: uno spettacolo organizzato dagli stessi creatori di Mamma Mia!, uno ispirato a I miserabili e uno a The Sound of Music. Si trasferisce poi a Stoccolma, frequenta una nuova scuola di ballo e comincia a viaggiare, passando le estati in accademie all'estero come la School of American Ballet di New York.
Ritornata in Svezia, lavora casualmente in qualche produzione televisiva e cortometraggio appassionandosi alla recitazione. Dopo un periodo di depressione dovuto a un crollo nervoso e a un incidente che le impedisce di continuare a ballare e che la portano ad andare in terapia di nascosto dalla famiglia, tenta di approdare alla recitazione iscrivendosi e venendo rifiutata per due volte consecutive ad una Drama School locale.

### Gli esordi in Svezia e i primi film (2008-2013)
Dopo aver lavorato in produzioni locali, tra cui la serie TV Andra Avenyn (dal 2008 al 2009) e il film svedese Pure (Till det som är vackert), che la vede protagonista e le conferisce il premio come miglior attrice al Festival del cinema di Stoccolma e come miglior stella emergente al Festival del Cinema di Berlino, vola a Londra dove continua a iscriversi a diversi casting e lavorando nel frattempo come commessa presso un negozio di fiori insieme con alcuni amici. Quasi senza speranze, decide di tornare a Stoccolma e di iscriversi all'università per studiare legge, ma non frequenta mai le lezioni per dedicarsi a casting e audizioni cinematografici. Torna quindi subito a Londra per ottenere il ruolo di Kitty nel film Anna Karenina, di Joe Wright, personaggio che segnerà l'inizio della sua carriera nel cinema internazionale nel 2012; nella pellicola, in cui sono presenti numerose scene di danza, ha anche la possibilità di mettere in pratica le sue abilità di ballerina.

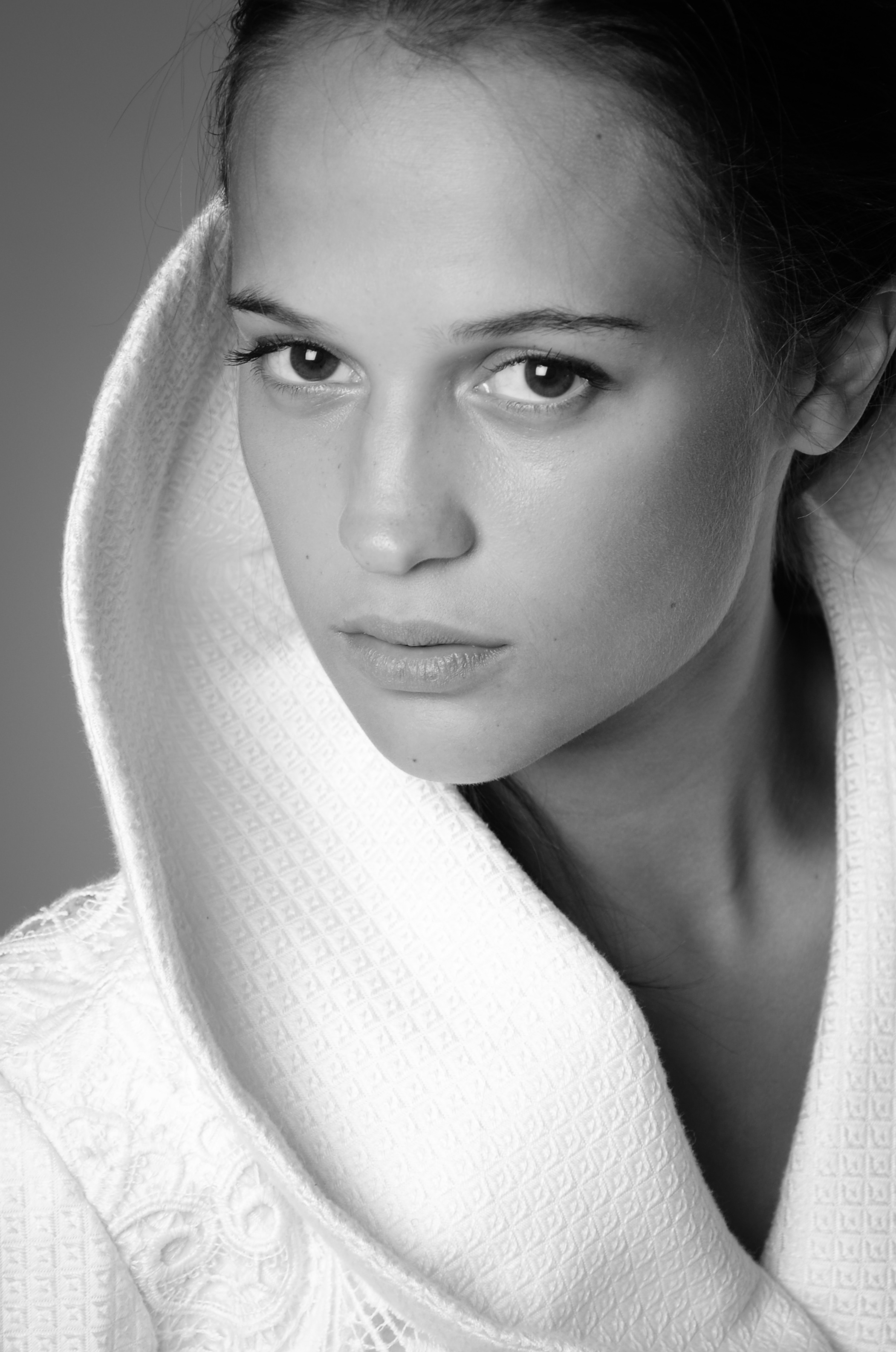
Alicia Vikander nel 2012

Sempre nel 2012 è protagonista insieme con Mads Mikkelsen di Royal Affair, film di Nikolaj Arcel grandemente acclamato dalla critica, e nel 2013 è candidata a diversi premi tra cui quello di miglior attrice emergente ai BAFTA. Nella pellicola gli attori recitano completamente in danese e Vikander deve imparare la lingua che utilizza non solo nell'interpretazione, ma anche durante le interviste promozionali per il film.
Al Festival del Cinema di Marrakech il suo talento viene apprezzato e premiato da Martin Scorsese che elogia le sue capacità nel film svedese Hotell, presentato al concorso, mentre l'anno successivo è inserita tra i protagonisti del thriller australiano Son of a Gun accanto a Ewan McGregor, film che le varrà ancora riconoscimenti per la sua interpretazione.

### Il successo internazionale e l'Oscar (2014-2016)
Nel 2014 ottiene il ruolo di protagonista in La luce sugli oceani, adattamento cinematografico dell'omonimo romanzo diretto da Derek Cianfrance, accanto al futuro marito Michael Fassbender e a Rachel Weisz. La pellicola, presentata in concorso alla 73ª Mostra del cinema di Venezia, esce il 2 settembre 2016 negli Stati Uniti.

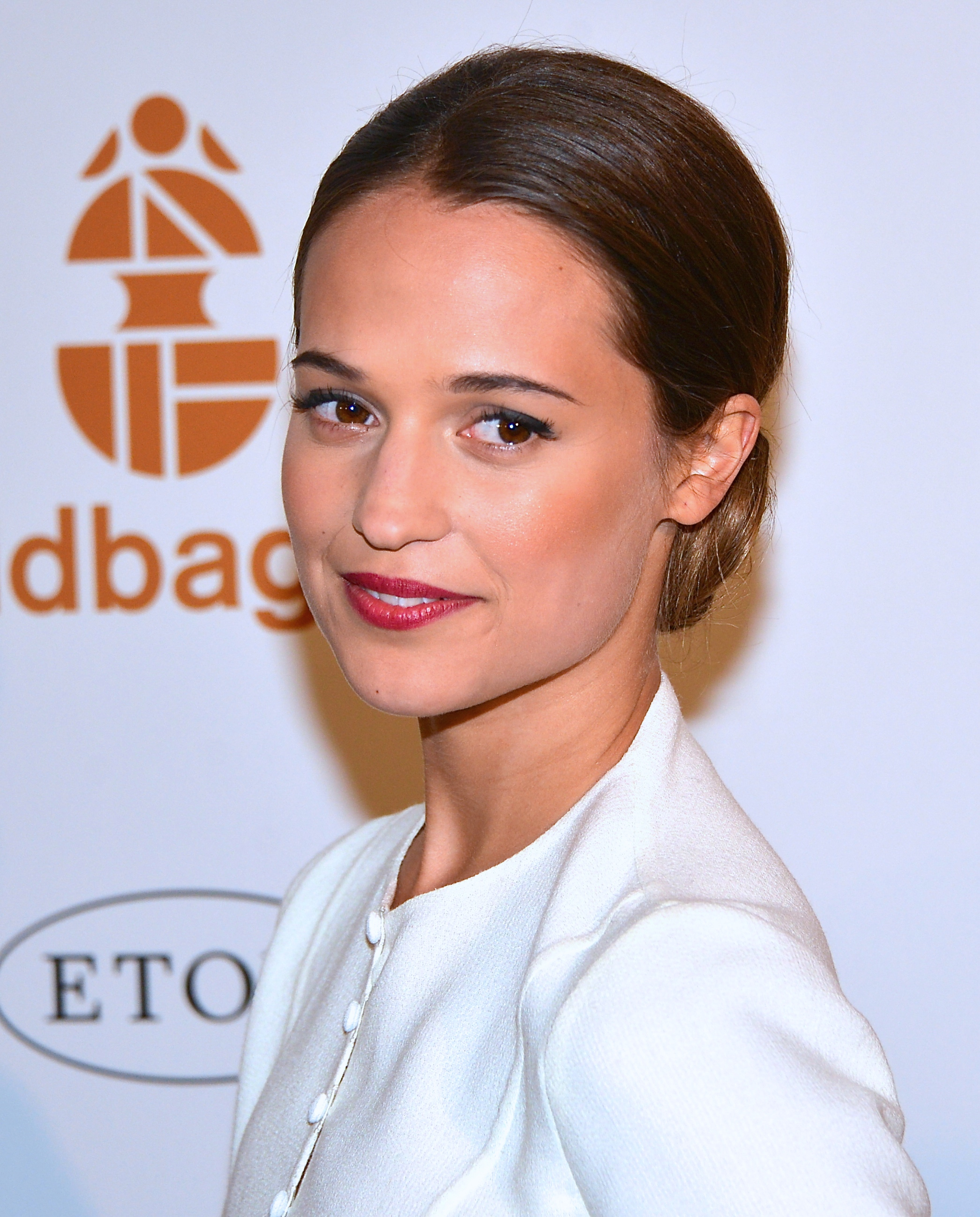
Alicia Vikander nel 2013

Nel 2015 Alicia Vikander prende parte a sei film: in Testament of Youth di James Kent, il primo, interpreta la pacifista Vera Brittain accanto a Kit Harington ed Emily Watson e ottiene una nomination al premio BIFA; prende poi parte al film Il settimo figlio in cui interpreta Alice Deane ed è la voce narrante del documentario svedese Ingrid Bergman: In Her Own Words, che le varrà la consacrazione come "nuova Ingrid Bergman".
Il 2015 è anche l'anno che la consacra come musa della moda e icona di stile, diventando il nuovo volto della campagna di Louis Vuitton. Dopo aver ottenuto un ruolo rilevante accanto a Henry Cavill in Operazione U.N.C.L.E. di Guy Ritchie e un ruolo minore nella commedia Il sapore del successo, accanto a Bradley Cooper e Sienna Miller, è protagonista insieme con Domhnall Gleeson e Oscar Isaac del dramma fantascientifico di Alex Garland Ex Machina, in cui interpreta un robot. La sua interpretazione le vale due nomination come miglior attrice non protagonista: ai Golden Globe e al BAFTA nel 2016.
Sempre nel 2016 ottiene il Premio Oscar come miglior attrice non protagonista per la sua interpretazione di Gerda Wegener nel film del 2015 The Danish Girl, di Tom Hooper accanto a Eddie Redmayne: la pellicola racconta la storia vera di Einar Wegener, marito di Gerda, il primo uomo della storia ad affrontare una chirurgia per cambiare sesso e diventare la famosa Lili Elbe. Per lo stesso film ha ricevuto la candidatura al Golden Globe per la migliore attrice in un film drammatico e al premio BAFTA alla migliore attrice protagonista e ha vinto lo Screen Actors Guild Award per la migliore attrice non protagonista cinematografica.
Nel settembre dello stesso anno esce nelle sale con due nuovi film; il primo è La luce sugli oceani, adattamento dell'omonimo romanzo di M. L. Stedman, di cui è protagonista assieme al fidanzato Michael Fassbender e a Rachel Weisz e le cui riprese si sono svolte nell'autunno del 2014. Il film viene presentato in concorso alla 73ª Mostra internazionale d'arte cinematografica di Venezia; il secondo è Jason Bourne accanto a Matt Damon e Tommy Lee Jones.
Durante la primavera del 2016 è impegnata nelle riprese di Submergence, basato sull'omonimo romanzo di J.M. Ledgard, insieme con James McAvoy, diretto da Wim Wenders e durante l'autunno in quelle di ''Euphoria'' , diretto da Lisa Langseth, accanto ad Eva Green e prodotto dalla stessa Vikander. Nello stesso anno ha infatti fondato una casa di produzione, la Vikarious Productions, insieme a Charles Collier, suo agente di lunga data.

### 2017-2018
Nel 2017 è uscito il film La ragazza dei tulipani di Justin Chadwick, storia ambientata nel seicento olandese. Il film, in cui la Vikander recita accanto a Christoph Waltz, è stato girato nel 2014. Nella primavera del 2017 Alicia interpreta Lara Croft nel rifacimento del film  Tomb Raider, ruolo che era stato di Angelina Jolie. Per prepararsi al ruolo si è allenata duramente con l’allenatore  Magnus Ligdbäck per diversi mesi, mettendo su 5 kg di peso. L'uscita del film è avvenuta nel marzo 2018, e ha avuto un discreto successo al botteghino, incassando 247.7 milioni di dollari a livello mondiale. È inoltre protagonista di Freakshift, film diretto da Ben Wheatley, le cui riprese sono iniziate nell'agosto 2017. Nel 2018 annuncia di volersi prendere un anno di pausa dalla recitazione.

## Vita privata
Dall'autunno del 2014 ha una relazione con l'attore Michael Fassbender, conosciuto sul set di La luce sugli oceani. I due si sono sposati il 14 ottobre 2017 ad Ibiza. La coppia ha due figli nati nel 2021 e nel 2024 

## Filmografia

### Attrice

#### Cinema
- Till det som är vackert, regia di Lisa Langseth (2009)
- Kronjuvelerna, regia di Ella Lemhagen (2011)
- Royal Affair (En kongelig affære), regia di Nikolaj Arcel (2012)
- Anna Karenina, regia di Joe Wright (2012)
- Il quinto potere (The Fifth Estate), regia di Bill Condon (2013)
- Hotell, regia di Lisa Langseth (2013)
- Testament of Youth, regia di James Kent (2014)
- Son of a Gun, regia di Julius Avery (2014)
- Il settimo figlio (Seventh Son), regia di Sergej Vladimirovič Bodrov (2014)
- Ex Machina, regia di Alex Garland (2015)
- Operazione U.N.C.L.E. (The Man from U.N.C.L.E.), regia di Guy Ritchie (2015)
- The Danish Girl, regia di Tom Hooper (2015)
- Il sapore del successo (Burnt), regia di John Wells (2015)
- Jason Bourne, regia di Paul Greengrass (2016)
- La luce sugli oceani (The Light Between Oceans), regia di Derek Cianfrance (2016)
- La ragazza dei tulipani (Tulip Fever), regia di Justin Chadwick (2017)
- Euphoria, regia di Lisa Langseth (2017)
- Submergence, regia di Wim Wenders (2017)
- Tomb Raider, regia di Roar Uthaug (2018)
- Dove la terra trema (Earthquake Bird), regia di Wash Westmoreland (2019)
- The Glorias, regia di Julie Taymor (2020)
- Blue Bayou, regia di Justin Chon (2021)
- Beckett, regia di Ferdinando Cito Filomarino (2021)
- Sir Gawain e il Cavaliere Verde (The Green Knight), regia di David Lowery (2021)
- L'ultima regina - Firebrand (Firebrand), regia di Karim Aïnouz (2023)
- Voci di potere (Rumours), regia di Guy Maddin, Evan Johnson e Galen Johnson (2024)
- The Assessment - La valutazione (The Assessment), regia di Fleur Fortuné (2024)

#### Televisione
- Min balsamerade mor, regia di Osborn Bladini – film TV (2002)
- De drabbade– serie TV, episodio 1x12 (2003)
- The Befallen - serie TV, 1 episodio (2004)
- En decemberdröm – serie TV, 13 episodi (2005)
- Levande föda – miniserie TV, 3 puntate (2007)
- Andra Avenyn – serie TV, 39 episodi (2007-2008)
- Höök – serie TV, episodi 2x07-2x08 (2008)
- One Red Nose Day and a Wedding – cortometraggio TV, regia di Mike Newell (2019)
- Irma Vep - La vita imita l'arte (Irma Vep) – miniserie TV, 8 puntate (2022)

#### Cortometraggi
- Standing Outside Doors, regia di Stefano Rolando (2006)
- Darkness of Truth (Sanningens mörker), regia di Kristian A. Söderström (2007)
- The Rain, regia di Pontus Linberg (2007)
- Love, regia di David Färdmar (2008)
- Susans Iängtan, regia di Kristian A. Söderström (2009)
- Jeu de chiennes, regia di Khajag Soudjian (2011)
- The Magic Diner Part II, regia di Niclas Larsson (2018)
- Troll, regia di Björne Larson (2019)
- I Am Easy to Find, regia di Mike Mills (2019)

### Doppiatrice
- Io sono Ingrid (Ingrid Bergman: In Her Own Words), regia di Stig Bjòrkman (2015) - documentario
- Birds Like Us, regia di Faruk Sabanovic e Amela Cuhara (2017)
- Muumien taikatalvi, regia di Ira Carpelan, Jakub Wronski e Bartosz Wierzbieta (2017)
- Antropocene - L'epoca umana (Anthropocene: The Human Epoch), regia di Jennifer Baichwal, Edward Burtynsky e Nicholas de Pencier (2018) - documentario

### Produttrice
- Euphoria, regia di Lisa Langseth (2017)
- Irma Vep - La vita imita l'arte (Irma Vep) – miniserie TV, 8 puntate (2022) - produttrice esecutiva

## Riconoscimenti
- Premio Oscar
  - 2016 – Oscar alla miglior attrice non protagonista per The Danish Girl[30]

- Golden Globe
  - 2016 – Candidatura alla miglior attrice in un film drammatico per The Danish Girl
  - 2016 – Candidatura alla miglior attrice non protagonista per Ex Machina

- Premi BAFTA
  - 2013 – Candidatura alla miglior stella emergente
  - 2016 – Candidatura alla miglior attrice protagonista per The Danish Girl
  - 2016 – Candidatura alla miglior attrice non protagonista per Ex Machina

- Satellite Award
  - 2016 – Miglior attrice non protagonista per The Danish Girl[30]

- Saturn Award
  - 2016 – Candidatura alla miglior attrice non protagonista per Ex Machina

- Screen Actors Guild Award
  - 2016 – Miglior attrice non protagonista cinematografica per The Danish Girl[30]

## Doppiatrici italiane
Nelle versioni in italiano delle opere in cui ha recitato, Alicia Vikander è stata doppiata da:
- Valentina Favazza in Testament of Youth, Il settimo figlio, The Danish Girl, Il sapore del successo, Jason Bourne, La luce sugli oceani, La ragazza dei tulipani, Dove la terra trema, Blue Bayou, Beckett, Irma Vep - La vita imita l'arte, L'ultima regina - Firebrand
- Chiara Gioncardi in Royal Affair, Tomb Raider
- Valentina Mari in Il quinto potere, Operazione U.N.C.L.E.
- Giorgia Brasini in Ex Machina, Submergence
- Rossa Caputo in Anna Karenina
- Chiara Francese in Son of a Gun
- Eleonora Reti in The Glorias
- Federica Simonelli in Sir Gawain e il Cavaliere Verde
- Erica Necci in The Assessment - La valutazione

Da doppiatrice è sostituita da:
- Alba Rohrwacher in Antropocene - L'epoca umana
- Ludovica Bebi in Dark Crystal - La resistenza